# حساسية اللحوم
حساسية اللحوم  هي أحد  الأمراض الغير شائعة الحدوث، ويمكن أن يصاب بها الكبار أو الأطفال، وهي حدوث استثارة  للجهاز المناعي وتكوين أجسام مضادة بعد تناول اللحوم بحوالي 3 إلى 6 ساعات، حيث تتم استثارة الجهاز المناعي عند دخول مركب، ال(Galactose -alpha-1,3-galactose) ، المعروف باسم (alpha gal)إلى، جسم الإنسان وهو من الكربوهيدرات ويوجد في معظم أغشية خلايا الثدييات. وبالتالي فهو متواجد في لحوم الحيوانات.

## الأسباب
أسباب  الإصابة بحساسية اللحوم غير معروفة حتى الآن بالنسبة لمن يعيشون في الوطن العربي أما الذين يعيشون في الولايات المتحدة أو قد أقاموا بها فترة فإن سبب إصابتهم قد يكون معروفا حيث  أوضحت بعض الدراسات في الولايات المتحدة أن عضة اليغموش الأمريكي (lone star tick) هي السبب في الإصابة بحساسية اللحوم ولكن هذا النوع من القراد لا يعيش في الوطن العربي مما يجعل سبب الإصابة بحساسية اللحوم في الوطن العربي مجهولا حتى الآن

## الأعراض
- طفح جلدي
- الغثيان
- تشنجات المعدة
- عسر الهضم
- القيء
- الإسهال
- انسداد أو سيلان الأنف
- العطس
- الصداع
- الربو

## التشخيص
تختلف أعراض ذلك المرض من شخص لآخر لذلك فإن تشخيص ذلك المرض عن طريق الأعراض فقط أمر غير كاف لذلك يجب إجراء تحليل الحساسية الغذائية للتأكد من وجود أجسام مضادة لمركب ال( Galactose-alpha-1,3-galactose)  الذي يوجد في لحوم الحيوانات 
وخلافا لمعظم الحساسية الغذائية، قد تنحسر الحساسية الفا غال في بعض الناس مع مرور الوقت، طالما ان الشخص لا يلدغ من قبل أي قرادة أخري. وفتره النقاهة تستغرق 8 أشهر إلى 5 سنوات.

## الوقاية
بالنسبة لمن يعيشون في الوطن العربي فطرق الوقاية غير معروفة لأن الأسباب التي يجب تجنبها مجهولة أما بالنسبة لمن يعيشون في الولايات المتحدة الأمريكية  فعليهم تجنب عضة اليغموش الأمريكي (lone star tick )

## العلاج
يتم علاج حساسية اللحوم عن طريق تجنب تناول اللحوم ذات الأصل الحيواني والتي سبق وأن سببت تلك  الحساسية من قبل
ومن  ظهرت عليهم أعراض ذلك المرض عند تناول اللحوم  ولكن بصورة طفيفة عليهم الحذر  حيث من الممكن أن تظهر الأعراض لاحقا عند تناول اللحوم مرة أخرى ولكن بصورة حادة كما يجب زيارة المراكز الطبية المتخصصة في ذلك من أجل تلقي العلاج المناسب